# 889년

## 연호
- 당(唐) 용기(龍紀) 원년
- 일본(日本) 닌나(仁和) 5년 / 간표(寛平) 원년

## 기년
- 당(唐) 소종(昭宗) 원년
- 신라(新羅) 진성여왕(眞聖女王) 3년
- 발해(渤海) 대현석(大玄錫) 19년

## 사건
- 신라, 원종과 애노의 난